# Tersane

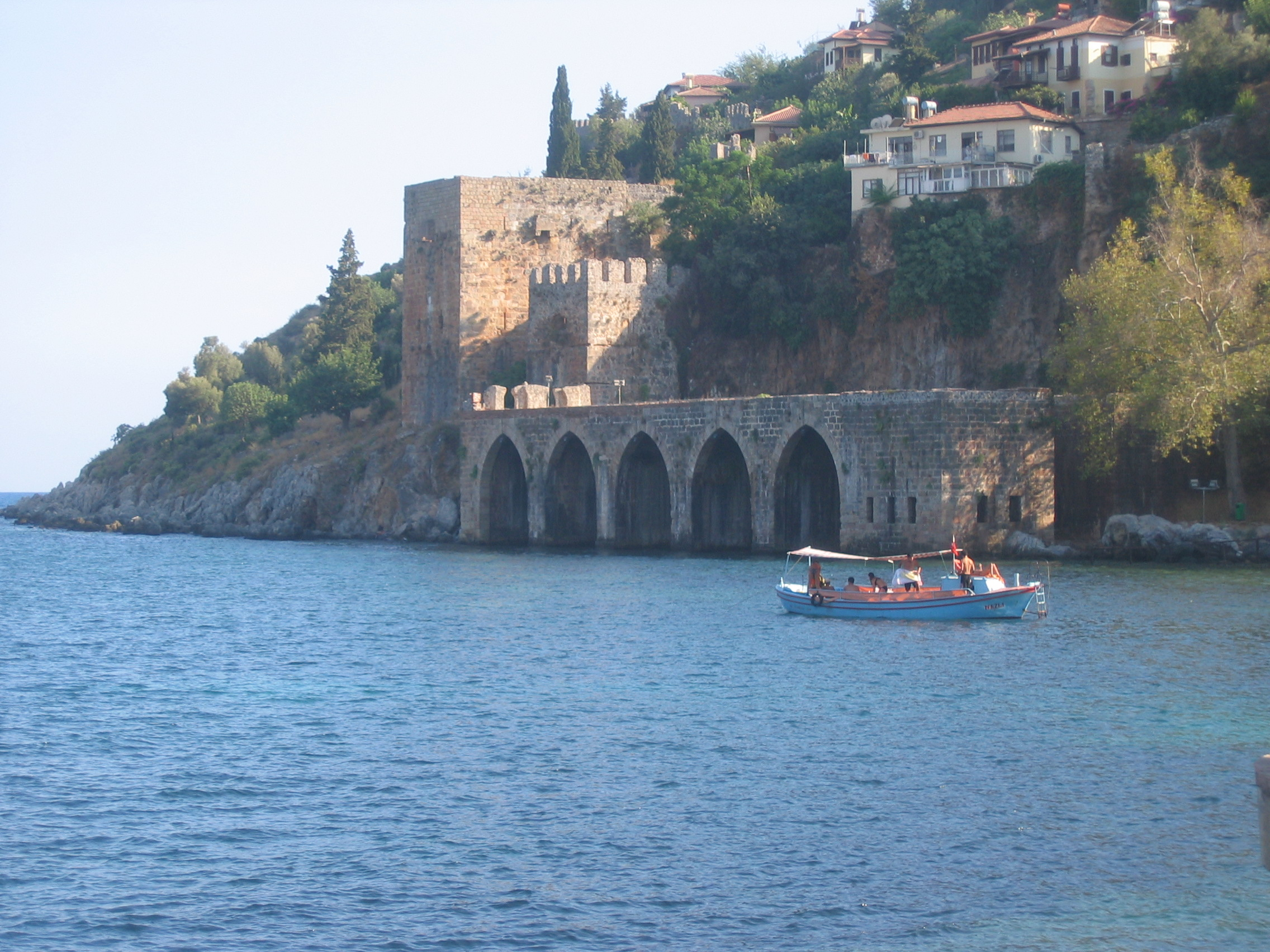
Średniowieczna stocznia w Alanyi

Tersane – średniowieczna stocznia u podnóża twierdzy w Alanyi w Turcji.
Budowę trwającą rok rozpoczęto w 1227 roku przy Czerwonej Wieży, w sześć lat po zdobyciu miasta przez Alaaddina Keykubata. Stocznia od strony morza posiada pięć doków i ma 56,5m długości oraz 44m głębokości. Budowla powstała po najbardziej nasłonecznionej stronie półwyspu, aby maksymalnie wykorzystać światło dzienne przy budowie łodzi. Nad wejściem znajduje się pieczęć Alaaddina Keykubata oraz zdobienia rozetami. Z jednej strony stoczni znajduje się mały meczet, po drugiej zaś pomieszczenie strażników. Do wnętrza stoczni można dostać się statkiem od strony morza lub pieszo od strony Czerwonej Wieży.
Zarówno stocznia w Alanyi, będąca pierwszą seldżucką stocznią na Morzu Śródziemnym, jak i wybudowana wcześniej seldżucka stocznia na Morzu Czarnym, sprawiły, iż Alaaddin Keykubat otrzymał przydomek „Sułtana Dwóch Mórz”.